# Баксис, Анастэйша
Анастэйша Баксис (англ. Anastasia Bucsis; род. 30 апреля 1989, Калгари, Альберта, Канада) — канадская конькобежка, участница Олимпийских игр 2010, 2014 годов.

## Биография
Анастэйша Баксис начала кататься на коньках в возрасте 4-х лет и сначала занималась фигурным катанием и гимнастикой, но родители решили, что она слишком высокая для этих видов спорта (её рост — 178 см) и настояли на переходе в конькобежный спорт. В 7 лет на Олимпийском овале Калгари она тренировалась с Катрионой Лемэй-Доан и Сьюзан Ош, что оказало сильное влияние на юную спортсменку.
Она участвовала с 2003 года в Национальных чемпионатах, в 2007 году заняла 2-е место в забеге на 500 м на Зимних играх Канады. Её самый большой прорыв произошел, когда она стала членом национальной команды в 2009 году. В том же году заняла 3-е место на дистанции 500 м на чемпионате Северной Америки и участвовала в зимней Универсиаде в Харбине, где заняла лучшее 17-е место на дистанции 1000 м.
В январе 2010 года она принимала участие в чемпионате мира в спринтерском многоборье и заняла 23-е место. Дебют на олимпийских играх состоялся в 2010 году на зимних Олимпийских играх в Ванкувере, где она выступила на дистанции 500м и заняла 34-е место. Через год стала 19-й на дистанции 500 м на чемпионате мира на отдельных дистанциях в Инцелле.
В 2012 году выиграла серебряную медаль на чемпионате Канады на дистанции 500 м и заняла 15-е место на чемпионате мира на отдельных дистанциях в Херенвене. В январе 2013 года на чемпионате мира в спринте она заняла 17-е место в многоборье. В том же январе у неё была диагностирована клиническая депрессия, которая сильно повлияла на её выступления и учёбу.
Осенью 2013 года она перенесла инфекцию синусита и на Кубке мира выступила плохо, но много тренировалась и в декабре она прошла квалификацию в олимпийскую сборную, заняв 3-е место на 500 м. В феврале 2014 на зимних Олимпийских играх в Сочи Баксис заняла 29-е место на дистанции 500 м. В январе 2017 года на чемпионате Канада она заняла 10-е место в забеге на 500 м. Анастэйша Баксис завершила карьеру в апреле 2017 года из-за серьезной травмы колена.

## Личная жизнь
Анастэйша Баксис училась в средней школе епископа Кэрролла. В 2016 году окончила Университет Калгари со степенью бакалавра искусств, коммуникация и медиа-исследования. Она совершила каминг-аут как лесбиянка в 2013 году во время Calgary Pride. Осенью 2013 года Баксис объявила в "Twitter", что она “так гордится тем, что она лесбиянка”; пару лет назад она поделилась этой информацией со своими друзьями и семьей и справилась с возникшими беспорядками. Она была единственной спортсменкой из Северной Америки, которая публично выступила против российских законов против ЛГБТК перед Олимпиадой в Сочи в 2014 году.
В июне 2014 года выяснилось, что она состояла в отношениях с женским хоккейным вратарём и четырёхкратной золотой призёркой Зимних игр Шарлин Лабонте. Она живет в Торонто и работает на "CBC Sports", где ведёт  подкаст “Игроки владеют голосом”. Она страстный защитник проблем психического здоровья, искореняет гомофобию в спорте и рассказывает истории канадских спортсменов с высокими показателями. Её хобби - актёрское мастерство, просмотр фильмов, кинопроизводство, походы в театр, писательство, живопись.